# Гібрид (велосипед)

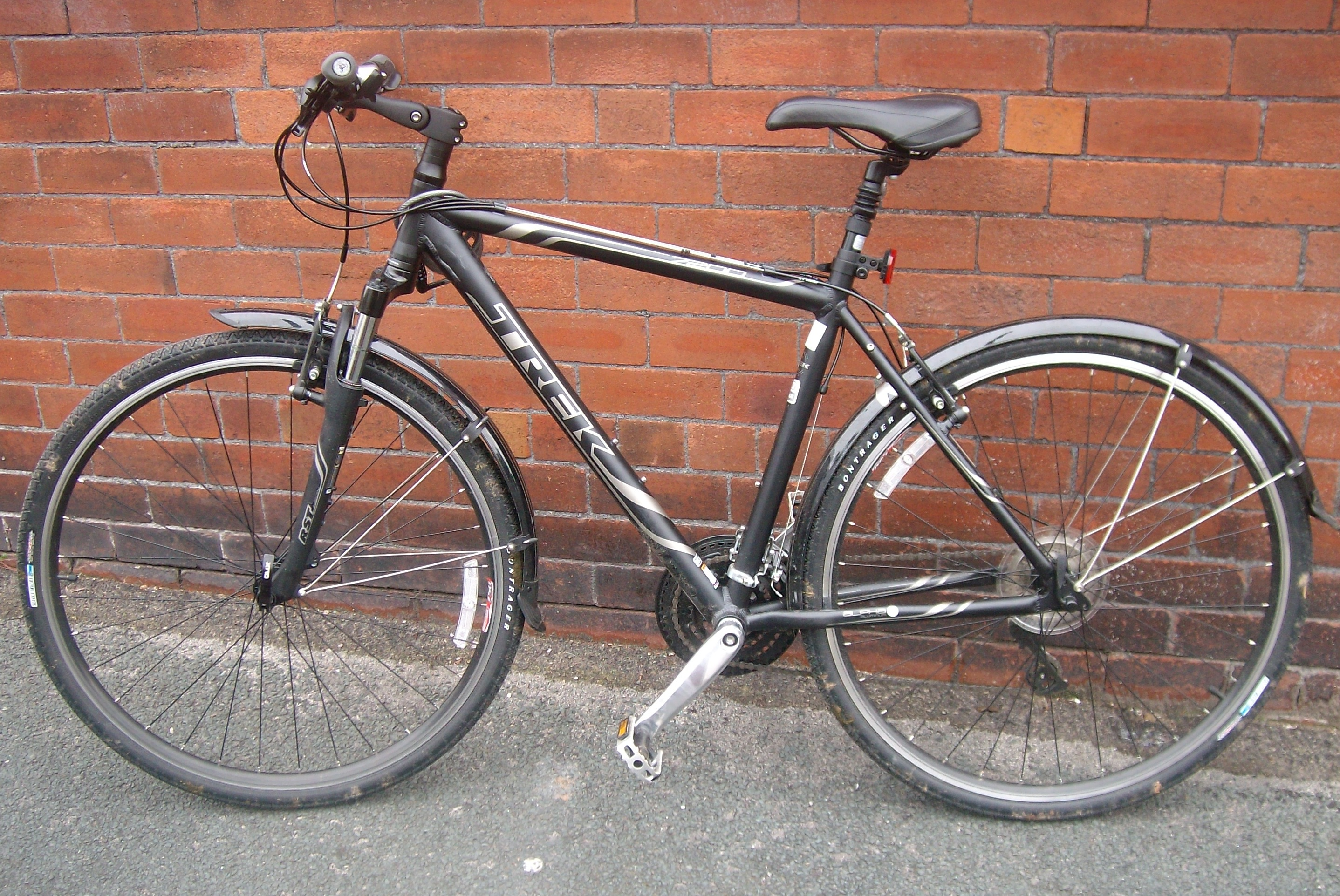
Гібридний велосипед

Гібрид — велосипед, що являє собою щось середнє між  гірським та шосейним велосипедом.

## Особливості
Від шосейного велосипеда відрізняється:
1. Більш міцні і важкі колеса, діаметром 28 дюймів. Покришки товщі, з протектором для їзди по дорогах зі змішаним покриттям.
2. Як правило, амортизаційна вилка.
3. Можливість установки крил і багажника.
4. Найчастіше пряме кантрійне кермо.
5. Деякі моделі можуть мати дискове гальмо.
6. Навісні компоненти «гірських» груп.
7. Геометрія рами, найчастіше, більш сприяє їзді по пересіченій місцевості (коротша верхня труба рами (ETT) дає більш високу посадку їздця, а заднє колесо розташоване далі від каретки, що зменшує жорсткість рами).

Гібрид на рівному асфальтовому покритті програє у швидкості шосейному і циклокросовому велосипеду, але на бездоріжжі дозволяє себе почувати більш впевнено. При цьому переміщення на середні і великі відстані (100 і більше кілометрів) по відносно хорошому покриттю даються на ньому простіше, ніж на гірському велосипеді.
Основне застосування: неекстремальний велотуризм і щоденна їзда.

## Варіанти

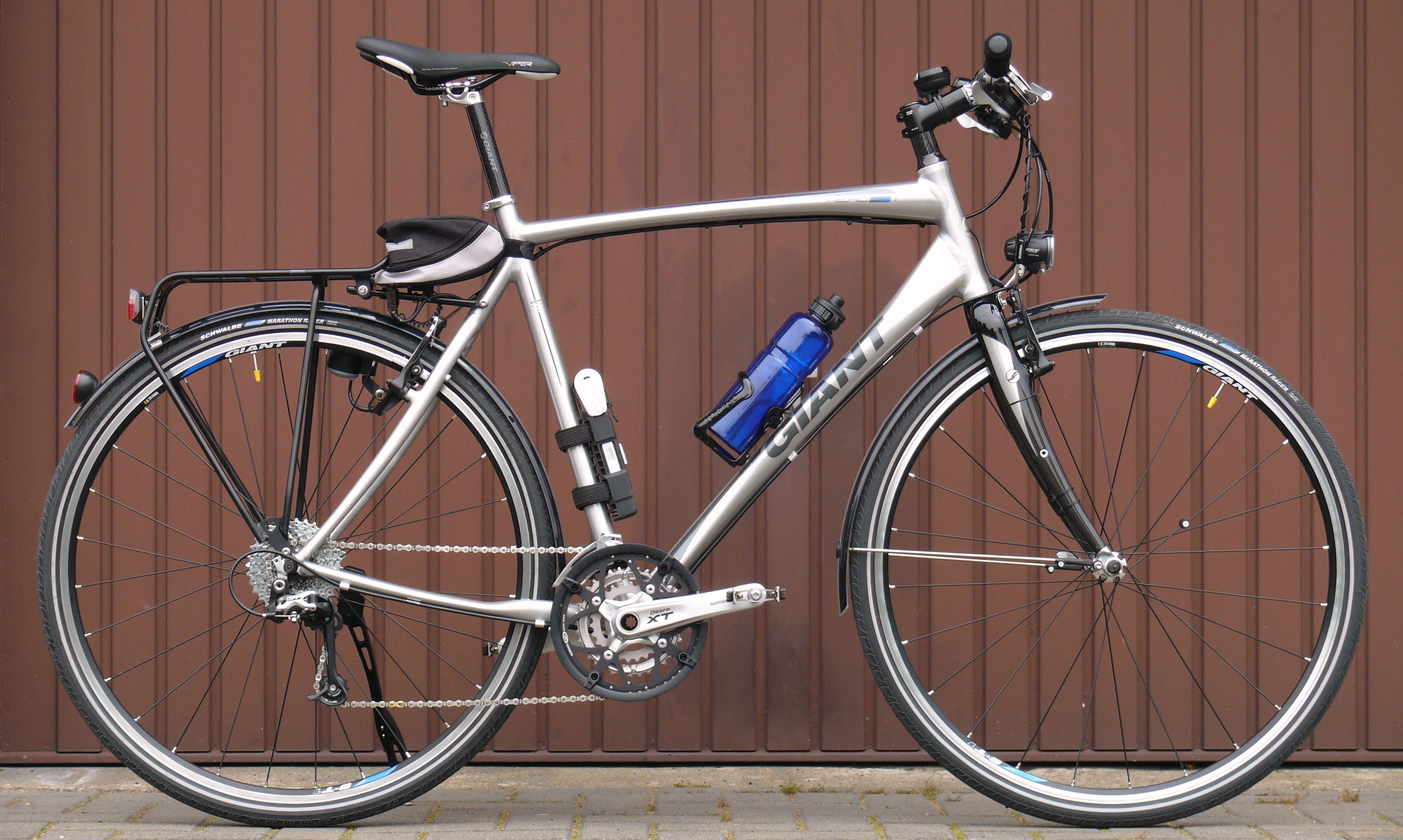
Легкий похідний велосипед (виробництво в 2011 році для деяких європейських країн)

Існують різні варіанти гібридного велосипеда. Різниця між варіаціями неоднозначна, але вони можуть бути класифіковані з розробки для окремих цілей. Існують гібридні велосипеди оптимізовані для поїздок на роботу, для використання в міських умовах або для використання на різних твердих і ґрунтових дорогах. Для деяких виробників велосипедів, відмінності гібридного типу та номенклатури мають більше спільного з маркетингом, ніж з дизайном і специфікацій, хоча особливості якихось гібридів велосипеда можуть підійти.

### Похідний велосипед
Похідний велосипед являє собою гібрид всіх аксесуарів, необхідних для велосипеда — крила, стійка для кошика, ліхтарі і т. д.

### Приміський велосипед
Приміський велосипед являє собою гібрид, розроблений спеціально для поїздок на короткі чи довгі дистанції. Він зазвичай має перемикач передач, достатню кількість фар, шини, які можуть досягати 1,125 дюйма (28 мм) в висоту, корзина для перевезення всяких речей, і рама з відповідною точкою кріплення для різних кошиків. Іноді, хоча й не завжди, велосипед має закриті ланцюги, щоб людина могла крутити педалі велосипеда в довгих штанах без заплутування їх в ланцюжок. Добре обладнані приміські велосипеди зазвичай мають передні і задні фари для ранкової чи вечірньої їзди для запобігання зіткнення.

### Міський велосипед

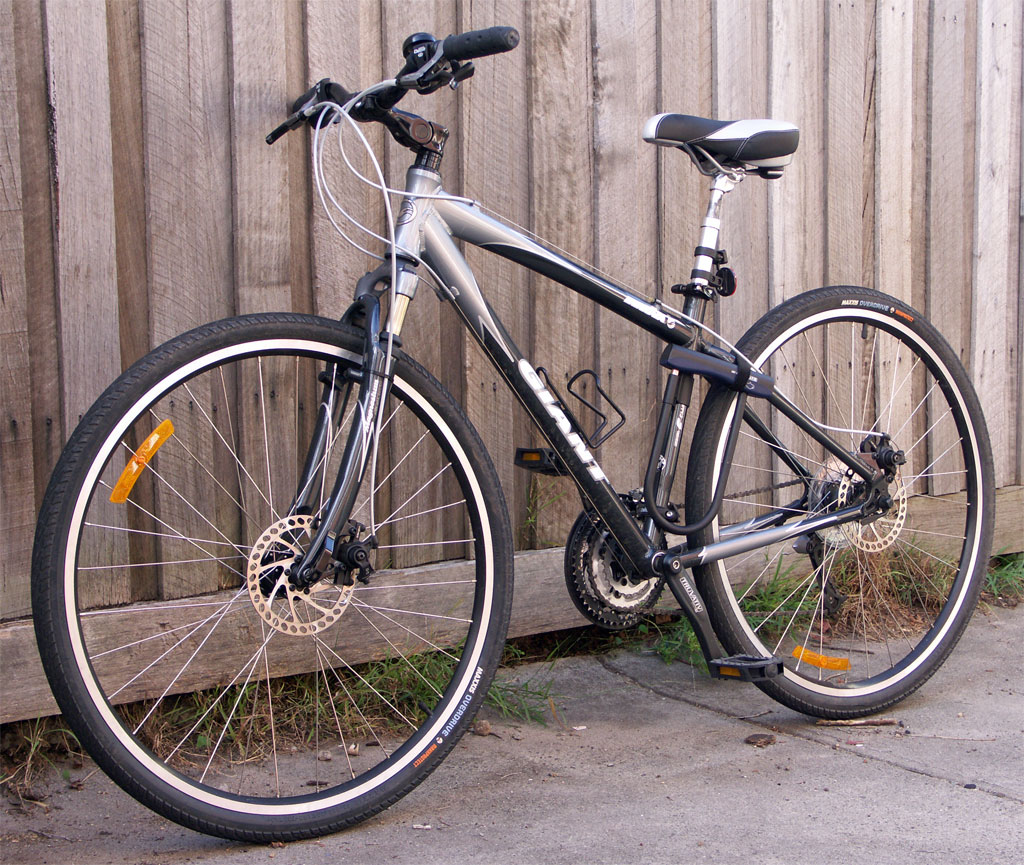
2005 Giant Innova — один з варіантів типового міського гібридного велосипеду

Як і приміський велосипед, міський велосипед оптимізований для міських поїздок. Міський велосипед відрізняється від приміського велосипеда тим, що його наступник, гірський велосипед, має передачі, і міцний, але легкий каркас конструкції. Розмір колеса гірського велосипеда (26 дюйми), і більш вертикальне положення сидіння, яке має ширину 1,5 — 1,95 дюйма (38 — 50 мм). Важкі підперезані шини призначені для запобігання небезпек на дорозі які часто зустрічаються в місті, наприклад уламки скла. Використання алюмінієвих рам, які міський велосипед запозичив у свого суперника, гірського велосипеда, дало йому більше здібності при запобіганні водієм різноманітних міських небезпек, таких як глибокі вибоїни, дренажні решітки, і бордюри. Деякі міські велосипеди можуть мати закриті ланцюги, в той час як інші можуть бути оснащені амортизаційною вилкою, схожу з гірськими велосипедами. Міський велосипед також може мати фари з переди і ззаду, для використання в нічний час або в погану погоду.

### Комфорт велосипед

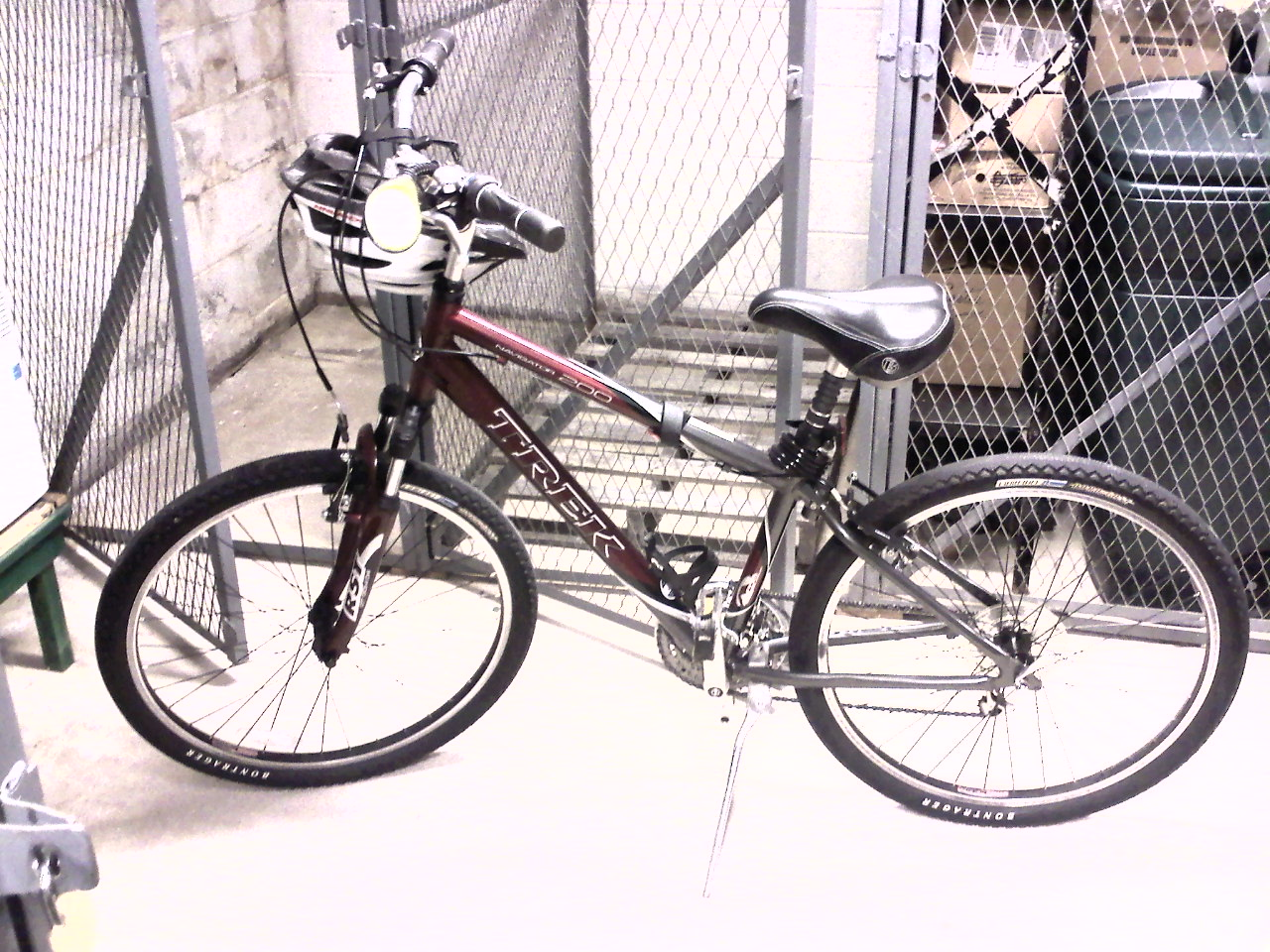
Trek Navigator 200 — приклад комфорт велосипеда

Інший підклас гібридної категорії називається комфорт велосипед. Комфорт велосипеди — це сучасні версії старих родстерів і спортивних родстерів, хоча сучасні комфорт велосипеди часто оснащені перемикачем передач, а не центральною передачею швидкості. Вони зазвичай мають модифікований фрейм, як і у гірського велосипеда, з високою трубою, яка досягає 1,95 дюйма (45 — 50 мм) у висоту. Комфорт велосипеди, як правило, мають такі елементи як, передня підвіска вилки, сидіння з широким плюшевим сідлом, і кутове велосипедне кермо, яке призначене для легкої досяжності, коли він їде у вертикальному положенні.

### Гоночний гібрид

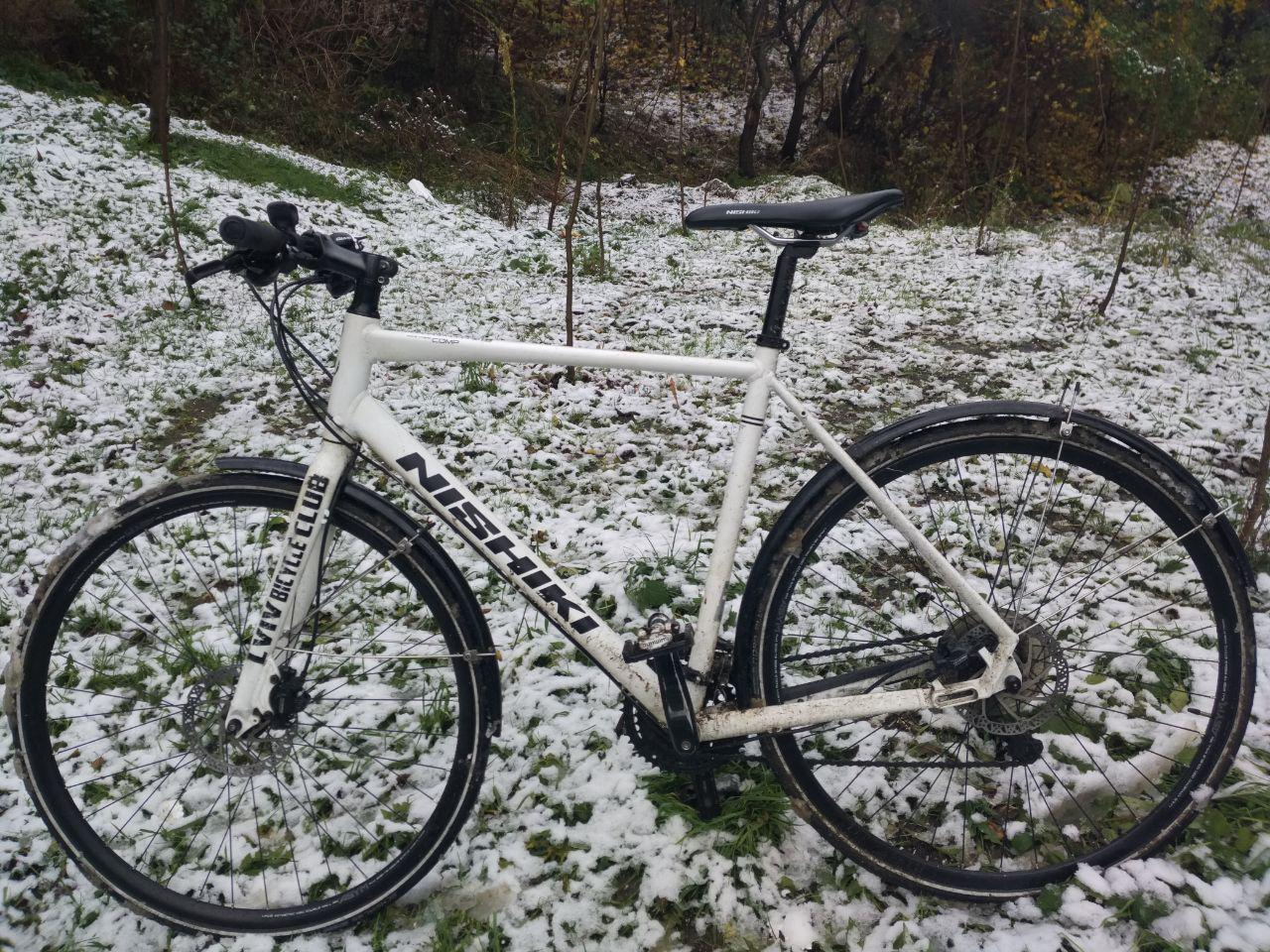
Гоночний гібридний велосипед Nishiki hybrid race comp

Гоночний гібрид відрізняється тонкими шинами ( близько 1"-1,2") , легкістю, жорсткою вилкою та шосейним обладнанням. Такі велосипеди комфортні для швидкої їзди дорогою, прогулянки лісом чи для щоденних поїздок містом. Можливі різні варіації - з кермом «бараном» або прямим, з дисковими або ободними гальмами, можливістю встановлення підніжки, крил, тощо.